# Texarkana (R.E.M.)
Texarkana è un brano musicale del gruppo musicale statunitense R.E.M., proveniente dal settimo album in studio Out of Time (1991).

## Classifiche
| Classifica (1991)             | Posizione massima |
| ----------------------------- | ----------------- |
| Stati Uniti (alternative)     | 4                 |
| Stati Uniti (mainstream rock) | 7                 |